# Denyse Le Lasseur
Denyse Le Lasseur, née le 17 août 1889 à Bénouville (Calvados) et morte le 29 janvier 1945 à Neuilly-sur-Seine, est une archéologue et orientaliste française.
Elle publie un ouvrage remarqué sur les déesses armées, grecques et orientales, et dirige des fouilles archéologiques à Tyr en 1921-1922.

## Biographie

### Formation
Denyse Le Lasseur naît le 17 août 1889 à Bénouville (Calvados), dans une famille de la noblesse de Nantes. Petite-fille de Charles Alfred de Janzé, elle descend du banquier Joseph Perier.
Elle suit des cours d'arabe et de turc à l'École des langues orientales. Elle est l'élève de Charles Simon Clermont-Ganneau à l'École pratique des hautes études et au Collège de France,. En 1924, elle établit l'index et la table des huit volumes du Recueil d'archéologie orientale de Charles Simon Clermont-Ganneau, après avoir publié en 1923 sa notice nécrologique dans le Journal des débats.

### Les déesses armées

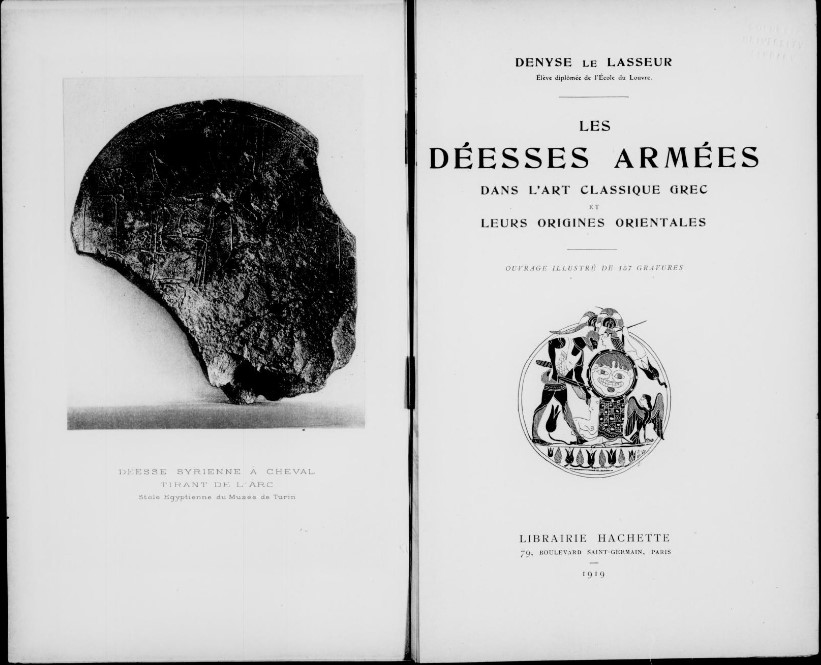
Page de titre de Les déesses armées, 1919.

Denyse Le Lasseur est diplômée de l'École du Louvre. Sa thèse d'École du Louvre, soutenue en 1918, porte sur Les déesses armées dans l'art classique grec et leurs origines orientales. Comparant Athéna et les déesses orientales, elle s'inspire à la fois de l'enseignement d'Edmond Pottier et de celui de Charles Simon Clermont-Ganneau. 
Elle étudie les déesses grecques Athéna, Artémis, Aphrodite et Héra en tant que figures guerrières, cherchant à remonter à leurs origines et les compare avec les déesses Astarté, Atargatis, Athtart, Al-Lat et Ishtar. Elle cherche ainsi au Proche-Orient l'origine des déesses armées grecques et développe l'idée que la fonction guerrière est à relier au supposé matriarcat des sociétés primitives,.
La qualité de ce travail est soulignée par la communauté scientifique. L'association de la Revue des études grecques lui décerne une médaille d'argent pour cet ouvrage. Pour Edmond Pottier, « ce volume [...] comptera parmi les livres utiles de mythologie antique ».

### Archéologue à Tyr
Elle fait partie des Français envoyés en mission archéologique en Syrie après la Première Guerre mondiale,,, spécialement chargée par Charles Virolleaud, directeur du service des Antiquités de Syrie, d'explorer la région de Tyr. Elle obtient cette mission parce qu'Edmond Pottier la recommande à ses confrères. C'est le moment où les femmes deviennent un peu plus nombreuses parmi les archéologues en France. La presse souligne leurs exploits et Denyse Le Lasseur est comparée à la pionnière de l'archéologie Jane Dieulafoy. Le journal Comœdia évoque « cette jeune et vaillante émule de Mme Dieulafoy ».
Denyse Le Lasseur accomplit deux campagnes de fouilles à Tyr en 1921-1922,, mais le site est relativement pauvre en vestiges antiques. Elle arrive à Tyr en avril 1921 et fouille le tell el-Ma'shouq, à 2,5 km de la ville. Elle y découvre les vestiges d'un bâtiment et des tessons de poterie, des inscriptions et du mobilier divers. Elle organise aussi des fouilles à Djel el-'Amad, près de Tyr, où elle met au jour un hypogée doté d'une fresque ainsi que du mobilier. Elle prospecte également divers endroits des environs de Tyr. Elle rend compte des résultats de ces missions dans des articles publiés dans la revue Syria,. Ils sont repris dans des articles de presse, par exemple dans Le Temps ou dans Le Figaro.
Denyse Le Lasseur meurt le 29 janvier 1945 à Neuilly-sur-Seine.

## Publications
- Les déesses armées dans l'art classique grec et leurs origines orientales, Paris, Hachette, 1919, 380 p. (lire en ligne)[8],[9].
- « Mission archéologique à Tyr (avril-mai 1921) », Syria. Archéologie, Art et histoire, vol. 3, no 1,‎ 1922, p. 1–26 (DOI 10.3406/syria.1922.8813, lire en ligne).
- « Mission archéologique à Tyr (avril-mai 1921) (Deuxième article) », Syria. Archéologie, Art et histoire, vol. 3, no 2,‎ 1922, p. 116–133 (DOI 10.3406/syria.1922.8892, lire en ligne).

### Notices biographiques
- René Dussaud, « Denyse Le Lasseur », Syria - Archéologie, art et histoire, vol. 24, no 3,‎ 1944-1945, p. 289–290 (lire en ligne, consulté le 13 novembre 2022).
- Ève Gran-Aymerich, « Le Lasseur, Denise (1889-1945) », dans Les chercheurs de passé : 1798-1945. Aux sources de l'archéologie, Paris, CNRS éditions, 2007, 2e éd. (1re éd. 2001), 1271 p. (ISBN 978-2-271-06538-4, lire en ligne), p. 933.